# Toxorhynchites
Toxorhynchites (von altgr. toxon ,Bogen' und rhýnchos ,Schnabel') ist eine Gattung von weitgehend in den Tropen vorkommenden Stechmücken, bei der die Weibchen kein Blut saugen, sondern sich wie männliche Stechmücken nur von Nektar und anderen süßen Pflanzensäften ernähren. Die Mücken haben einen stark gebogenen Stechrüssel, sind meist groß, farbenfroh und tagaktiv. Die Larven ernähren sich räuberisch und hauptsächlich von anderen Mückenlarven. Sie wurden deshalb mit einigem Erfolg bei der Bekämpfung von krankheitsübertragenden Stechmücken eingesetzt.

## Merkmale und Biologie

### Adulte/Imagines

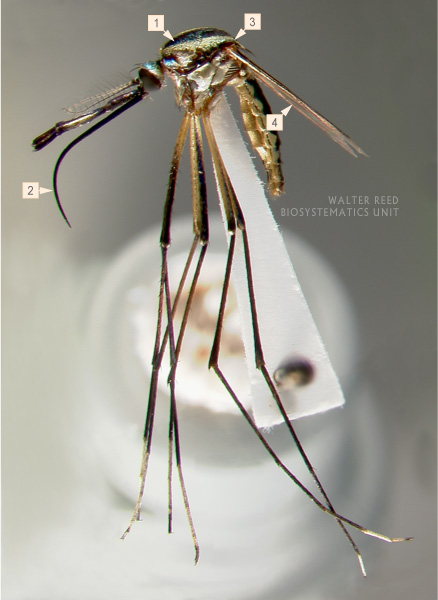
Weibchen von Toxorhynchites rutilus

Erwachsene Toxorhynchites sind an ihrer Größe und ihrem stark nach unten gebogenen Rüssel leicht zu erkennen. Ihr Körper ist von grün, lila und rot schillernden Schuppen bedeckt. Die verschiedenen Arten ähneln sich sehr und sind teilweise nur schwer zu unterscheiden. Im Gegensatz zu allen anderen Mückengattungen, bei denen die Weibchen Blut aufnehmen, ernähren sich bei Toxorhynchites beide Geschlechter ausschließlich von Blütennektar und anderen zuckerhaltigen Pflanzensäften. Sie sind tagaktiv und kommen in erster Linie in Wäldern vor.

### Larven

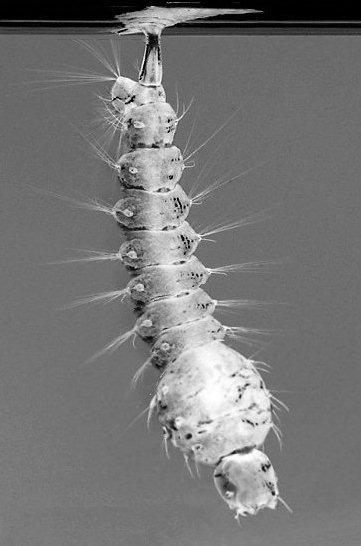
Larve von Toxorhynchites speciosus

Die Larven von Toxorhynchites sind ebenfalls groß und können rosa, rot oder lilafarben sein. Sie finden sich in kleinen Wasseransammlungen, zum Beispiel in Astlöchern, offenen Bambusstämmen, Blattachseln, Bromelien oder in weggeworfenen oder herumstehenden Behältern, Gefäßen oder Autoreifen. Sie besiedeln damit ähnliche Biotope wie die Gelbfiebermücke oder die Asiatische Tigermücke.
Alle Larvenstadien leben räuberisch, normalerweise von den in ihren Larvalgewässer überwiegend vorkommenden Mückenlarven. Die Beute wird nicht aktiv gesucht oder verfolgt, sondern mit den Mundwerkzeugen ergriffen, wenn sie in Reichweite kommt. Bei ihrer Wahrnehmung spielen Mechanorezeptoren die wichtigste Rolle, da die Augen bei Toxorhynchites-Larven noch unterentwickelt sind. Nach dem Ergreifen wird der Fang normalerweise binnen Minuten verspeist. Im Laufe ihres Lebens als Larve kann eine einzige Toxorhynchites-Larve große Mengen anderer Larven fressen. So töteten Larven von T. brevipalpis in ihrer Entwicklungszeit bis zu 358 Larven von Gelbfiebermücken. Bei dieser und einer anderen Art (T. amboinensis) wurde zudem beobachtet, dass Larven kurz vor der Verpuppung verbliebene andere Larven töten, aber nicht fressen, wohl um sich selbst während ihrer Puppenphase zu schützen.
Neben Mückenlarven werden auch andere ans Wasser gebundenen Insektenlarven, kleine Kaulquappen und auf der Wasseroberfläche gefangene, zappelnde Fluginsekten gefressen. Die Größe der Beute kann die eigene Körpergröße bis auf das Doppelte übertreffen. Kannibalismus kommt vor, vor allem in kleinen Behältern mit einem geringen Nahrungsangebot und wenig Versteckmöglichkeiten.
Die Larvalentwicklung dauert, abhängig von Nahrungsangebot und Temperatur, zwischen knapp drei und dreizehn Wochen. Vor allem das vierte und letzte Larvenstadium vor der Verpuppung ist zudem gegen Nahrungsmangel und teilweise Austrocknung resistent. So kann Toxorhynchites splendens im vierten Larvenstadium Monate ohne Nahrung auskommen. T. brevipalpis kann mehr als drei Wochen ohne Nahrung und nur in einer feuchten Atmosphäre gehalten werden und entwickelt sich dann, wieder im Wasser und mit Nahrung versorgt, normal.
Die sich anschließende Entwicklungszeit der Puppe liegt zwischen drei und zwölf Tagen.

## Verbreitung
Die Arten innerhalb der Gattung sind größtenteils auf die Tropen beschränkt. Einige Arten kommen in den östlichen Randgebieten Asiens und Nordamerikas vor. Drei offenbar für die Bekämpfung anderer Stechmücken eingeführte Arten finden sich auf Fidschi und Samoa im südlichen Pazifik. Die Untergattung Toxorhynchites gibt es nur in der Alten Welt, die Untergattung Afrorhynchus in Afrika, die Untergattungen Ankylorhynchus und Lynchiella ausschließlich in der Neuen Welt.

## Bedeutung
Die üblichen Bekämpfungsmethoden gegen in kleinen Wasserbehältern aufwachsende krankheitsübertragenden Stechmücken (vor allem die Gelbfiebermücke und die Asiatische Tigermücke) sind die Bekämpfung der erwachsenen Tiere mit Adultiziden und die Vernichtung oder die Behandlung der Larvalgewässer mit chemischen oder biologischen Larviziden. Beim Einsatz von Insektiziden besteht allerdings die Gefahr der Resistenzbildung. Zudem sind die genannten Methoden arbeitsintensiv und müssen regelmäßig wiederholt werden. Eine selbsttätige und andauernde Bekämpfung durch den Einsatz natürlicher Feinde wie Toxorhynchites hätte diese Nachteile nicht; unter welchen Umständen eine solche Strategie allerdings erfolgreich sein kann, ist noch nicht umfassend verstanden.
Bereits im Jahr 1911 wurde auf die Möglichkeit hingewiesen, Toxorhynchites bei der Bekämpfung von Stechmücken einzusetzen. Der erste praktische Versuch fand 1929 auf Hawaii statt, allerdings konnte sich die dabei freigesetzte Art (T. inornatus aus Neubritannien) nicht dauerhaft festsetzen. In den 1950ern wurden dann weitere Arten eingeführt, von denen sich zwei (T. amboinensis und T. brevipalpis) etablieren konnten. Allerdings war der Erfolg bei der Bekämpfung der Asiatischen Tigermücke nicht zufriedenstellend, möglicherweise weil in der entstandenen Konkurrenzsituation die bei der Bekämpfung weniger effektive Art T. amboinensis überhandnahm.
Erfolgreicher verlief die Einführung derselben Arten zum Beispiel auf Amerikanisch-Samoa, bei der sich zwar ebenfalls T. amboinensis etablierte, aber die Polynesische Tigermücke Stegomyia polynesiensis, einer Überträgerin von Filariose, erfolgreich unter Kontrolle hielt.
Bei der Bekämpfung von krankheitsübertragenden Stechmücken mit Toxorhynchites ist es vor allem wichtig, Arten einzusetzen, die im Zielbiotop die richtigen Larvalgewässer kolonisieren. Es ist also wichtig, die Biologie und die Wechselwirkung der beteiligten Arten zu verstehen. Hier herrscht noch Forschungsbedarf.
Zudem muss bedacht werden, dass die Generationszeit von Toxorhynchites etwa dreimal länger ist als die ihrer Beute, deren Population bei gleichzeitiger Besiedelung der Larvalgewässer also zunächst schneller wächst. Ein sofortiger Erfolg beim Einsatz von Toxorhynchites ist daher nicht zu erwarten, bei einer Etablierung sollte aber über längere Zeiträume eine ausreichende Kontrolle der Zielarten erreicht werden können.

## Systematik
Toxorhynchites ist die einzige Gattung des Tribus Toxorhynchitini. Sie enthält 90 Arten aus vier Untergattungen:
- Untergattung Afrorhynchus (18 Arten)
- Untergattung Ankylorhynchus (4 Arten)
- Untergattung Lynchiella (16 Arten)
- Untergattung Toxorhynchites (52 Arten)

## Belege
1. 1 2 3 4  Genus TOXORHYNCHITES Theobald, 1901. R.E. Harbach: Mosquito Taxonomic Inventory, abgerufen am 6. August 2012.
2. 1 2 3 4 5 6 7  Collins L.E. & Blackwell A. (2000) The biology of Toxorhynchites mosquitoes and their potential as biocontrol agents In: Biocontrol News and Information 21(4) ISSN 0143-1404, S. 105N-116N (PDF-Datei; 0,16 MB)
3. ↑  Tribe Toxorhynchitini Lahille, 1904. R.E. Harbach: Mosquito Taxonomic Inventory, archiviert vom Original (nicht mehr online verfügbar) am 6. Oktober 2011; abgerufen am 6. August 2012.
4. 1 2 3 4 5 6  Steffan W.A. & Evenhuis N.L. (1981) Biology of Toxorhynchites In: Annual Review of Entomology 26 ISSN 0066-4170, S. 159–181
5. ↑  Steffan W.A. (1975) Systematics and Biological Control Potential of Toxorhynchites (Diptera: Culicidae) In: Mosquito Systematics 7(1), S. 59–67
6. ↑  Toxorhynchites. Walter Reed Biosystematic Unit: Mosquito Genera, archiviert vom Original (nicht mehr online verfügbar) am 14. August 2013; abgerufen am 18. August 2012.